# Pure (album de Maes)
Pour les articles homonymes, voir Pure (homonymie).
Albums de Maes
Réelle vie 2.0
(2018) Les Derniers Salopards
(2020)
Singles
1. Billets verts
Sortie : 27 juillet 2018
2. Avenue Montaigne
Sortie : 12 octobre 2018
3. Madrina (feat. Booba)
Sortie : 28 novembre 2018
4. Mama
Sortie : 23 janvier 2019

Pure est le premier album studio du rappeur français Maes, sorti le 30 novembre 2018 sous les labels LDS Production, Capitol, Millenium et Universal.
Il contient 18 titres, dont deux featurings, avec les rappeurs français Booba et Zed, rappeur membre du groupe 13 Block,, le featuring avec Booba se classant dès sa sortie à la première place du classement français devenant alors le premier numéro un du rappeur.
L'album a été précédé par la sortie en single de trois de ses chansons : Billets verts, Avenue Montaigne et Madrina avec Booba qui se hisseront, respectivement, à la dixième place, trente-troisième et à la première place  du classement français. À sa sortie, l'album se classe à la cinquième position du classement français.

## Contexte
Le 31 octobre 2018, Maes a annoncé l'album via ses comptes de réseaux sociaux. À propos de la direction artistique du projet, Maes a révélé que « J'avais dit dans une interview l'année dernière que, pour mes sons futurs, je voulais améliorer mes mélodies, aller plus loin dans mon chant, dans ma voix. Tout en gardant mes textes de rue, mon identité Maes. C'est des sons travaillés, un 4-4-2 pour aller gagner la Coupe du monde. ». Et à propos du nom de l'album, Maes a aussi révélé que « Mon nom d'album, Pure, c'était réfléchi avec ma production. Ça fait un bon moment. Je crois que j'étais encore sur Réelle vie 2.0 que je pensais déjà au projet. […] Booska Pure, dans le freestyle Rapelite Échantillon 2.0, tu viendras pécho 0.9 … Pleins de petits trucs comme ça. Pure c'est la pureté, tu peux le prendre à différents sens. Pure dans le délire des textes pures […] Pure c'est blanc, c'est transparent, c'est moi. ».

### Singles
Billets verts sert de premier single extrait de l'album, le single sort avant la sortie de l'album, le 
27 juillet 2018. Le single obtient le succès, atteignant la dixième place des classements en France et la 22e place en  Flandre belge. Il sera certifié single de diamant en France, un an et neuf mois après sa sortie.
Le deuxième single Avenue Montaigne est sorti le 12 octobre 2018 et se classe à la 33e du Top Singles à sa sortie. Il est certifié single d'or en France, en mai 2020.
La chanson Madrina en featuring avec Booba devient officiellement le troisième single à l'ère de la sortie de l'audio le 26 octobre 2018, accompagné de la sortie du clip rendu disponible en fin novembre 2018. Il se hisse à sa sortie à la première place du Top Singles.
En janvier 2019, le franco-marocain dévoile le clip du titre Mama, qui devient donc officiellement le troisième single d'exploitation de ce premier album studio. Il est certifié single d'or en octobre 2019, puis single de platine en novembre 2021.

## Liste des pistes
| Édition numérique de Pure | Édition numérique de Pure | Édition numérique de Pure | Édition numérique de Pure     | Édition numérique de Pure | Édition numérique de Pure | Édition numérique de Pure | Édition numérique de Pure | Édition numérique de Pure | Édition numérique de Pure |
| No                        | Titre                     | Auteur                    | Producteur(s)                 | Durée                     |                           |                           |                           |                           |                           |
| ------------------------- | ------------------------- | ------------------------- | ----------------------------- | ------------------------- | ------------------------- | ------------------------- | ------------------------- | ------------------------- | ------------------------- |
| 1.                        | LDS                       | Maes                      | Handy y Kap'z                 | 2:44                      |                           |                           |                           |                           |                           |
| 2.                        | Mama                      | Maes                      | Cecy-T                        | 3:40                      |                           |                           |                           |                           |                           |
| 3.                        | Billets verts             | Maes                      | Double X                      | 2:49                      |                           |                           |                           |                           |                           |
| 4.                        | Vue                       | Maes                      | AriBeatz                      | 3:23                      |                           |                           |                           |                           |                           |
| 5.                        | Fumer                     | Maes                      | - H8MKRZ - Jack Flagg         | 3:31                      |                           |                           |                           |                           |                           |
| 6.                        | Madrina (avec Booba)      | - Maes - Booba            | - Unfazzed - Denza            | 3:40                      |                           |                           |                           |                           |                           |
| 7.                        | Avenue Montaigne          | Maes                      | - RDS - Benjay                | 3:02                      |                           |                           |                           |                           |                           |
| 8.                        | Mula                      | Maes                      | Bersa                         | 3:07                      |                           |                           |                           |                           |                           |
| 9.                        | J'voulais                 | Maes                      | - La Chip's Prod - Jo A Touch | 3:33                      |                           |                           |                           |                           |                           |
| 10.                       | Zipette                   | Maes                      | Bersa                         | 2:23                      |                           |                           |                           |                           |                           |
| 11.                       | Depardieu                 | Maes                      | Yalatif Beatz                 | 2:48                      |                           |                           |                           |                           |                           |
| 12.                       | Weed (avec Zed)           | - Maes - Zed              | Baille Broliker               | 3:07                      |                           |                           |                           |                           |                           |
| 13.                       | Panamera                  | - Maes - Ayrton           | Saydiq                        | 2:51                      |                           |                           |                           |                           |                           |
| 14.                       | Bâtiment                  | Maes                      | Double X                      | 3:05                      |                           |                           |                           |                           |                           |
| 15.                       | Particulière              | Maes                      | BBP                           | 3:52                      |                           |                           |                           |                           |                           |
| 16.                       | Outro (Maes / Pure)       | Maes                      | Unfazzed                      | 2:30                      |                           |                           |                           |                           |                           |
| 49:52                     |                           |                           |                               |                           |                           |                           |                           |                           |                           |

| Édition CD de Pure | Édition CD de Pure  | Édition CD de Pure | Édition CD de Pure | Édition CD de Pure | Édition CD de Pure | Édition CD de Pure | Édition CD de Pure | Édition CD de Pure | Édition CD de Pure |
| No                 | Titre               | Auteur             | Producteur(s)      | Durée              |                    |                    |                    |                    |                    |
| ------------------ | ------------------- | ------------------ | ------------------ | ------------------ | ------------------ | ------------------ | ------------------ | ------------------ | ------------------ |
| 17.                | 100K (piste bonus)  | Maes               | Benjay             | 4:10               |                    |                    |                    |                    |                    |
| 18.                | Fresh (piste bonus) | Maes               | Croisade           | 3:34               |                    |                    |                    |                    |                    |
| 57:36              |                     |                    |                    |                    |                    |                    |                    |                    |                    |

## Titres certifiés
- Mama  Diamant [17]
- Billets verts  Diamant [18]
- Madrina (feat. Booba)  Diamant [19]
- Avenue Montaigne  Or [20]
- J'voulais  Or [21]
- Zipette  Or [22]
- weed (feat. Zed)  Or [23]

## Clips vidéo
- Billets verts : 27 juillet 2018
- Avenue Montaigne : 12 octobre 2018
- Madrina (feat. Booba) : 28 novembre 2018
- Mama : 23 janvier 2019

## Classements et certifications

### Classements hebdomadaires
| Classement (2022)            | Meilleure position |
| ---------------------------- | ------------------ |
| Belgique (Wallonie Ultratop) | 25                 |
| France (SNEP)                | 5                  |
| Suisse (Schweizer Hitparade) | 36                 |
| Suisse (Charts Romandie)     | 26                 |

### Ventes et certifications
| Pays          | Certification | Ventes  |
| ------------- | ------------- | ------- |
| France (SNEP) | 2 × Platine   | 230 000 |